# Schynberg-Rundfahrt
Die Schynberg-Rundfahrt war ein Strassenradsportwettbewerb in der Schweiz, der als Eintagesrennen im Kanton Aargau veranstaltet wurde.

## Geschichte
1982 wurde das Rennen begründet und bis 2003 organisiert. Die Schynberg-Rundfahrt hatte 22 Ausgaben. Die ersten Austragungen waren Rennen für Amateure, ab 1997 wurde es ein Strassenrennen für Berufsfahrer. 1993 wurde die Schynberg-Rundfahrt als Schweizer Amateurmeisterschaft und 1997 und 1998 als Schweizer Meisterschaft der Elite ausgefahren.

## Sieger
- 1982  Kurt Ehrensperger
- 1983  Richard Trinkler
- 1984  Beat Schumacher
- 1985  Arno Küttel
- 1986  Fabian Fuchs
- 1987  Daniel Huwyler
- 1988  Acácio da Silva
- 1989  Sandro Vitali
- 1990  Guido Wirz
- 1991  Rolf Aldag
- 1992  Beat Zberg
- 1993  Roland Meier
- 1994  Scott Sunderland
- 1995  Philipp Buschor
- 1996  Roland Meier
- 1997  Oscar Camenzind
- 1998  Niki Aebersold
- 1999  Alessandro Bertolini
- 2000  Dave Bruylandts
- 2001  Ronny Scholz
- 2002  Kurt Asle Arvesen
- 2003  Renzo Mazzoleni